# Rudy Grayzell
Rudy Jimenez „Tutti“ Grayzell (* 8. Juni 1933 in Saspamco, Texas; † 26. November 2019) war ein US-amerikanischer Rockabilly-Musiker. Bekannte Titel von ihm sind unter anderem Ducktail oder Let's Go Wild.

## Leben

### Kindheit und Jugend
Seine Eltern Joe und Juanita zogen mit Rudy Grayzell kurz nach seiner Geburt nach San Antonio. Schon früh interessierte sich der junge Grayzell für Musik, da seine Mutter Mandoline spielte. Geprägt wurde er außerdem von der Country-Musik, der Pop-Musik sowie traditioneller mexikanischer Musik. Mit zwölf Jahren erlernte Grayzell Gitarre zu spielen, angeblich um ein Mädchen aus seiner Schule zu beeindrucken. Kurz danach gründete er zusammen mit seinen Freunden Charlie Kunshie und Roy Mooney seine erste Band, die Silver Buckles, mit der er in Bars und Kneipen auftrat. Doch in seiner Jugend wollte Grayzell eigentlich Sportler werden, bis man bei ihm einen Herzfehler feststellte und so widmete er sich der Musik.

### Karriere
Während der lokalen Radiosendung Barn auf KMAC traf Grayzell den Radiomoderator und Musiker Charlie Walker, durch den er Red Stewart kennenlernte, der später sein Manager wurde. Grayzell bekam kurz danach bei Fabor Robisons Abbott Records einen Plattenvertrag. Seine erste Session fand 1953 im KWKH-Studio Shreveport, Louisiana mit der Louisiana Hayride-Hausband statt, die unter anderem Floyd Cramer am Klavier, Jim Reeves sowie Jimmie Long einschloss. Seine erste Single erschien im selben Jahr mit Looking At The Moon And Wishing On A Star, das später auch von Charlene Arthur und Skeets McDonald aufgenommen wurde. Nach einer weiteren Single veröffentlichte Grayzell seinen letzten Titel bei Abbott, das bekannte It Ain't My Baby (And I Ain't Gonna Rock It). Zwischenzeitlich hatte Grayzell die Möglichkeit bekommen, im Louisiana Hayride und in der Grand Ole Opry aufzutreten, was ihm weitere Bekanntheit verschaffte. 1954 unterschrieb er einen Vertrag bei Capitol Records und änderte kurzzeitig seinen Namen in „Rudy Gray“ um. Bei Capitol spielte er Titel wie Hearts Made Of Stone, das leicht an den Doo Wop angelehnt war, oder Please Big Mama ein, die alle jedoch wie auch seine vorherigen Erscheinungen stark an den Country Boogie angelehnt waren. Danach konzentrierte sich Grayzell auf seine Live-Auftritte. Neben dem Hayride war er oft auf dem Sender KMAC zu hören und unternahm zusammen mit Elvis Presley eine Tournee.
Wieder einmal durch seinen Freund Charlie Walker erhielt Grayzell 1956 einen Vertrag bei Starday. Erst hier veröffentlichte er seine bekanntesten Titel wie Ducktail, You're Gone und Let's Go Wild. Diese Stücke gelten heute als Klassiker des Rockabilly und wurden auch von Joe Clay gecovert. Nach seiner Zeit bei Starday war Grayzell bis Ende der 1950er-Jahre bei verschiedenen Labels unter Vertrag und veröffentlichte einige unbedeutende Singles, unter anderem auch eine bei Sun Records in Memphis, Tennessee. Nachdem Grayzell an die Westküste der USA gezogen war, ließ er sich 1960 endgültig in Oregon nieder. Für die nächsten Jahrzehnte spielte Grayzell keine Stücke mehr ein, sondern unternahm kleinere Tourneen durch die USA und spielte in Bars, Clubs und auf anderen kleinen Veranstaltungen.
Ende der 1980er-Jahre reiste Grayzell nach England, um auf dem Hemsby Rock'n'Roll Weekend zu spielen. Die Resonanz war positiv, und so begann er wieder, im Studio zu arbeiten. Er spielte eine neue Version seines Songs Ducktail ein und veröffentlichte ein Album. In Anerkennung seiner Leistungen um die Rockabilly-Musik wurde er in die Rockabilly Hall of Fame aufgenommen.
Bis zu seinem Tode trat Grayzell regelmäßig bei Konzerten auf. An dem im September 2019 in Calafell Spanien stattgefundenen Konzert konnte Grayzell, ursprünglich als Headliner geplant aufgrund eines Unfalls nicht mehr teilnehmen.
Grayzell starb an den Folgeschäden des Unfalls am 26. November 2019.

## Diskografie

### Singles
| Jahr | Titel A                                      | Titel B                      | Plattenfirma                       |
| ---- | -------------------------------------------- | ---------------------------- | ---------------------------------- |
| 1953 | Looking On The Moon And Wishing On A Star    | The Heart That Once Was Mine | Abbott Records                     |
| 1953 | I'm Gone Again                               | Bonita Chiquita              | Abbott Records                     |
| 1954 | It Ain't My Baby (And I AIn't Gonna Rock It) | Ocean Paradise               | Abbott Records                     |
| 1954 | There's Gonna Be A Ball                      | Hearts Made Of Stone         | Capitol Records                    |
| 1955 | You Better Believe It                        | Ca-Razy                      | Capitol Records                    |
| 1955 | Please Bog Mama                              | My Spirit Is Willing         | Capitol Records                    |
| 1956 | The Moon Is Up                               | Day By Day                   | Starday Records                    |
| 1956 | Ducktail                                     | You're Gone                  | Starday Records                    |
| 1956 | Jig-Ga-Lee-Ga                                | You Hurt Me So               | Starday Records                    |
| 1957 | Let's Get Wild                               | I Love You So                | Starday Records                    |
| 1958 | Judy                                         | I Think Of You               | Sun Records                        |
| 1959 | F-B-I Story                                  | You'll Be Mine               | Award Records                      |
|      | - I Won't Be The Fool - Remember When        |                              | Sun Records (nicht veröffentlicht) |

### Alben
- 1998: Let's Get Wild